# Технології передавання запаху
Технології передачі запаху — технології, що дозволяють передавати, приймати і відтворювати аромати за допомогою цифрових пристроїв. При цьому використовується спеціальне обладнання: електронні «програвачі», а також програмне забезпечення.

## Історія
У 1959 році в США в місті Нью-Йорк з різницею в три тижні публіці було представлено відразу дві системи імітації запахів — Smell-O-Vision, створена Хансом Лаубе, і AromaRama Чарльза Вейса. Обидві системи використовували системи кондиціонування кінотеатрів для створення ароматичного супроводу кінофільмів. Із застосуванням цієї технології було показано лише два фільми — «Запах таємниці» (англ. Scent of Mystery) режисера Джека Кардіффа, який використав Smell-O-Vision, і «Behind the Wall», італійського режисера Карло Лідзані, що застосував систему AromaRama. Ці фільми отримали різні оцінки критиків і глядачів. Широкого поширення ці системи імітації запахів не отримали через нестабільну роботу і виникнення побічних ефектів — поширення запахів по залу не завжди збігалося з дією на екрані, а у деяких глядачів виявилась алергія.

## Сучасні розробки
У 1999 році компанія DigiScents представила пристрій під назвою iSmell, розроблене для імітації запаху, який передавався б мережею Інтернет. Пристрій містив картридж з 128 «основними запахами», які змішувалися в певній пропорції для створення інших ароматів. DigiScents розробила кілька тисяч запахів, які могли бути передані через електронну пошту або розміщені на вебсторінці. Залучити 20 млн $, в 2001 році компанія змушена була закритися через брак фінансування.
У 2005 році іспанські вчені з Університету Хуельва розробили протокол XML Smell, який здатний передавати запахи. Також було створено пристрій, здатний зчитувати навколишні аромати і оцифровувати його.
У 2007 році в Японії було представлено Aroma Geur. Воно оснащене інтерфейсом USB і розраховане на використання в Інтернет-радіостанції Tokyo FM. Всередині пристрою — шість картриджів з ароматизаторами на масляній основі. Їх запахи можуть змішуватися, утворюючи необхідні комбінації, у відповідь на керуючі сигнали. Передбачається, що синхронізація запахів, кольору і звуків мелодії, що транслюється допоможе слухачеві прийняти відповідний настрій.
У лютому 2008 року компанія Nokia представила концепт мобільного телефону, який був обладнаний сенсорами, що сприймають світло, звук, дотик і запах. Також заявлялося про можливість визначати, передавати і відтворювати отримані запахи.
У 2009 році британські дослідники з університетів Йорка і Варвік заявили про ведення робіт над шоломом віртуальної реальності «Віртуальний кокон» (англ. Virtual Cocoon). За словами вчених, шолом може обмінюватися інформацією з комп'ютером по бездротовому зв'язку і передавати не тільки зображення і звук, але і смак і запах за допомогою спеціальних хімічних речовин, які будуть безпосередньо вприскуватись в рот і ніс.
Група вчених з Токійського аграрно-технічного університету на чолі з Харукою Матсукарою (англ. Haruka Matsukara) зуміли винайти «пахнучий екран», який був представлений на конференції інституту інженерів з електротехніки та електроніки IEEE Virtual Reality 2013, що пройшла в місті Орландо, Флорида. Даний екран здатний створювати запахи за допомогою гелієвих гранул, які, при нагріванні, просто випаровуються, генеруючи запах. А вентилятори, встановлені в кутах монітора, направляють ці запахи з певних зон монітора в сторону користувача. Але перед тим як «досягти» користувача, запахи з'єднуються, тим самим створюючи ілюзію, що вони приходять не від вентиляторів, а саме від екрану.